# شير علي خان
شير علي خان (1825 - 1879 م) هو أمير أفغانستان من 1863 إلى 1879 م.
هو شير علي ابن دوست محمد خان تولى إمارة أفغانستان مرتين مرة بعد وفاة والده دوست محمد خان ، واستمر في الحكم لثلاث سنوات استولى بعدها أخوه محمد أفضل خان على السلطة، ولكن شير علي خان استعادها مرة أخرى .
تحول عن صداقته للبريطانيين وأنشأ علاقات ودية مع روسية مما أدى إلى الحرب الإنكليزية الأفغانية الثانية (1878 - 1880 م). هزمت بريطانيا شير علي فلاذ بالفرار ومات في المنفى.